# 14 april
14 april är den 104:e dagen på året i den gregorianska kalendern (105:e under skottår). Det återstår 261 dagar av året. Denna dag, som är Tiburtiusdagen, ansågs förr vara den första sommardagen och på runstavar markerades den med ett lövat träd.

## Återkommande bemärkelsedagar

### Helgdagar
- Påskdagen firas vissa år den 14 april, bland andra åren 1811, 1816, 1895, 1963, 1968, 1974, 2047, 2058 och 2069.

## Namnsdagar

### I den svenska almanackan
- Nuvarande – Tiburtius
- Föregående i bokstavsordning
  - Ellen – Namnet infördes på dagens datum 1986, men flyttades 1993 till 21 september och 2001 till 18 augusti.
  - Elly – Namnet infördes på dagens datum 1986. 1993 gjorde det sällskap med Ellen till 21 september, men utgick 2001.
  - Tiburtius – Namnet har, till minne av en kristen martyr från 200-talet, funnits på dagens datum sedan medeltiden och har inte flyttats. Det är ett av få gamla helgonnamn, som inte har tagits bort, eftersom Tiburtiusdagen i gamla tider var en viktig märkesdag som första dagen på sommarhalvåret.
  - Tim – Namnet infördes 1986 på 22 februari. 1993 flyttades det till dagens datum, men utgick 2001 och återinfördes 2022 på den 2 november.
- Föregående i kronologisk ordning
  - Före 1901 – Tiburtius
  - 1901–1985 – Tiburtius
  - 1986–1992 – Tiburtius, Ellen och Elly
  - 1993–2000 – Tiburtius och Tim
  - Från 2001 – Tiburtius
- Källor
  - Brylla, Eva (red.): Namnlängdsboken, Norstedts ordbok, Stockholm, 2000. ISBN 91-7227-204-X
  - af Klintberg, Bengt: Namnen i almanackan, Norstedts ordbok, Stockholm, 2001. ISBN 91-7227-292-9

### Finlandssvenska almanackan
- Nuvarande från 1929[1] – Ruben
- I föregående revideringar[a][2]
  - inga ändringar sedan 1929

### Katolska kyrkan
- Katolska kyrkan: Tiburtius (martyr från 200-talet, begravd denna dag)
- Katolska kyrkan: Justinus Martyren (martyr från 100-talet, firad denna dag 1882–1969, numera 1 juni)

## Händelser
- 1523 – Efter att han den 26 mars har blivit vald till kung av Danmark och Norge hyllas Fredrik I även som dansk-norsk kung i hertigdömena i Sönderjylland. Detta sker dagen efter att den förre, avsatte kungen Kristian II har lämnat Danmark och gått i landsflykt till Nederländerna.
- 1865 – Den amerikanske presidenten Abraham Lincoln blir skjuten i huvudet på Fordteatern i Washington, D.C. av skådespelaren och sydstatsfanatikern John Wilkes Booth och avlider morgonen därpå, efter att ha varit medvetslös i nio timmar. Mordet sker drygt en månad efter att Lincoln för andra gången har tillträtt posten som USA:s president och endast fem dagar efter att det amerikanska inbördeskriget har tagit slut genom sydstaternas kapitulation. Efter mordet lyckas Booth fly, men blir efter några dagar upphunnen och dödad i ett tobaksmagasin av unionssoldaten Boston Corbett.
- 1912 – På sin jungfrufärd från Southampton till New York kolliderar den brittiska lyxkryssaren RMS Titanic i hög hastighet med isberg på Nordatlanten och sjunker på två timmar och 40 minuter. Det finns livbåtsplatser till knappt hälften av de ombordvarande, men eftersom knappt någon av livbåtarna utnyttjas till sin fulla kapacitet överlever knappt en tredjedel av de ombordvarande.
- 1924 – Stockholms första och enda bensindrivna spårvagn sätts i trafik på sträckan Karlaplan–Frihamnen. Anledningen till att Stockholms Spårvägar har skaffat denna är, att den ska gå över Gärdet, där man inte får sätta upp kontaktledningar för spårvagn, eftersom det ska kunna användas som reservflygfält.
- 1927 – Strax före klockan tio på förmiddagen kör försäljningschef Hilmer Johansson ut Volvos första serietillverkade bil Volvo ÖV 4 från företagets fabrik på Hisingen i Göteborg. Företaget har grundats i augusti året före, som ett dotterbolag till Svenska Kullagerfabriken, men detta blir så att säga dess ”födelsedag” som bilföretag. Modellen ÖV 4 tillverkas fram till 1929 i 996 exemplar, då den ersätts av modellen Volvo PV651.
- 1931 – Sedan republikanerna har fått majoritet i det spanska kommunalvalet går den spanske kungen Alfons XIII i exil till Italien. Därmed grundas den andra spanska republiken, som varar fram till 1939, då Francisco Franco och fascisterna tar makten i landet.
- 1935 – Den franske utrikesministern Pierre Laval, den brittiske premiärministern Ramsay MacDonald och den italienske diktatorn Benito Mussolini undertecknar den så kallade Stresafronten, ett avtal som avslutar den konferens mellan dessa parter som har pågått i den italienska staden Stresa sedan 11 april. I detta avtal lovar de tre länderna, att arbeta för att bekräfta Locarnofördraget från 1925, att garantera Österrikes självständighet och se till att Tyskland inte fortsätter att sätta sig över Versaillesfredens bestämmelser. Mussolini hoppas också, att avtalet ska leda till, att Storbritannien och Frankrike inte blandar sig i den pågående Abessinienkrisen.
- 1988 – Sovjetunionen, USA, Pakistan och Afghanistan undertecknar i schweiziska Genève ett FN-avtal, genom vilket Sovjet förbinder sig att retirera med sina trupper från Afghanistan. Sovjetiska trupper har befunnit sig i landet sedan slutet av 1970-talet, då afghansk-sovjetiska kriget utbröt. Det dröjer dock till 15 februari året därpå, innan de sista sovjetiska trupperna har lämnat landet.
- 2003 – Human Genome Project avslutas.

## Födda
- 1576 – Elisabet Bille, svensk adelsdam
- 1578 – Filip III, kung av Spanien och Portugal 1598–1621
- 1622 – Petrus Magni Gyllenius, svensk präst och dagboksskrivare
- 1629 – Christiaan Huygens, nederländsk matematiker, fysiker och astronom
- 1664 – Ulrik Adolf Holstein, dansk greve och statsman, Danmarks storkansler 1721–1730
- 1762 – Giuseppe Valadier, italiensk arkitekt och arkeolog
- 1808 – William Marvin, amerikansk jurist och politiker, guvernör i Florida 1865
- 1810 – Justin S. Morrill, amerikansk politiker, senator för Vermont 1867–1898
- 1830 – Simon P. Hughes, amerikansk demokratisk politiker och jurist, guvernör i Arkansas 1885–1889
- 1853 – Henrik Berggren, svensk disponent och riksdagsledamot
- 1862
  - Hal Reid, amerikansk skådespelare och regissör
  - Pjotr Stolypin, rysk politiker
- 1868 – Peter Behrens, tysk arkitekt
- 1870 – Mia Green, svensk fotograf
- 1879 – Adolf Bergman, svensk friidrottare
- 1886 – Albin Erlandzon, svensk skådespelare
- 1890 – Friedrich Wilhelm Kritzinger, tysk nazistisk politiker och jurist
- 1891 – Karl Johnson, svensk revyartist, teaterdirektör samt revy- och kuplettförfattare med artistnamnet Karl Gerhard
- 1898 – Kai Rosenberg, dansk kompositör, kapellmästare och musiker
- 1900 – Harry Ahlin, svensk skådespelare
- 1904 – John Gielgud, brittisk skådespelare
- 1906 – Faisal, kung av Saudiarabien 1964–1975
- 1907 – François Duvalier, haitisk läkare och politiker, Haitis president och diktator 1957–1971, mest känd som "Papa Doc"
- 1910 – Stanisław Kowalski, polsk friidrottare
- 1914 – Kari Grønn, norsk skådespelare
- 1917
  - Valerie Hobson, brittisk skådespelare
  - Torsten Lindberg, svensk fotbollsmålvakt och -tränare, OS-guld 1948
- 1921 – Thomas Schelling, amerikansk ekonom, mottagare av Sveriges riksbanks pris i ekonomisk vetenskap till Alfred Nobels minne 2005
- 1924 – Ruud van Feggelen, nederländsk vattenpolospelare och -tränare
- 1925
  - Rod Steiger, amerikansk skådespelare
  - Abel Muzorewa, zimbabwisk biskop och nationalistiskledare
- 1927 – Alan MacDiarmid, nyzeeländsk-amerikansk kemist, mottagare av Nobelpriset i kemi 2000
- 1928 – Egil Monn-Iversen, norsk kompositör och filmproducent
- 1929 – Paavo Berglund, finländsk dirigent och violinist
- 1937
  - Jan-Erik Lundqvist, svensk tennisspelare
  - Dag Stålsjö, svensk TV-producent och författare
- 1941
  - Julie Christie, brittisk skådespelare
  - Pete Rose, amerikansk basebollspelare
- 1942 – Björn Rosengren, svensk socialdemokratisk politiker och fackföreningsman, ordförande för Tjänstemännens Centralorganisation 1982–1994, landshövding i Norrbottens län 1995–1998 och näringsminister 1998–2002
- 1945
  - Ritchie Blackmore, brittisk gitarrist, medlem bland annat i grupperna Deep Purple och Rainbow
  - Lars Lindström, svensk skådespelare
- 1948 – Berry Berenson, amerikansk skådespelare och fotomodell
- 1951 – Gregory P. Winter, brittisk kemist, mottagare av Nobelpriset i kemi 2018
- 1957 – Lothaire Bluteau, kanadensisk skådespelare
- 1958 – Peter Capaldi, skotsk skådespelare
- 1960 – Ian Cawsey, brittisk labourpolitiker, parlamentsledamot 1997–2010
- 1961 – Robert Carlyle, brittisk skådespelare
- 1962 – Laura Richardson, amerikansk demokratisk politiker
- 1963 – Meg Mallon, amerikansk golfspelare
- 1966
  - Greg Maddux, amerikansk basebollspelare
  - Jan Boklöv, svensk backhoppare
- 1967 – Anna Dunér, svensk författare och skribent
- 1968 – Anthony Michael Hall, amerikansk skådespelare
- 1970 – Anna Kinberg Batra, svensk politiker, partiledare för Moderaterna 2015–2017, landshövding i Stockholms län 2023–2024
- 1973
  - Adrien Brody, amerikansk skådespelare
  - Erik Ljungberg, svensk debattör och tillgänglighetsförespråkare
- 1977
  - Sarah Michelle Gellar, amerikansk skådespelare
  - Marie Robertson, svensk skådespelare
- 1982 – Fuad Bačković, bosnisk sångare med artistnamnet Deen
- 1991 – Chris Wood, amerikansk skådespelare
- 1993 – Ellington Ratliff, amerikansk trummis
- 1996 – Abigail Breslin, amerikansk skådespelare

## Avlidna
- 911 – Sergius III, påve sedan 904
- 1552 – Laurentius Andreæ, svensk kyrkoman, ärkedjäkne och reformator
- 1578 – James Hepburn, omkring 42, skotsk prinsgemål 1567 (gift med Maria I)
- 1664 – Per Ribbing, 57, svensk godsägare, riksråd och militär
- 1698 – Polykarpus Cronhielm, 69, svensk ämbetsman och landshövding i Västmanlands län
- 1708 – Carolus Carlsson, 66, svensk biskop i Västerås stift 1680–1708
- 1719 – Pehr Ribbing, 48, svensk ämbets- och statsman, landshövding i Uppsala län sedan 1714
- 1727 – Jonas Cedercreutz (ämbetsman), 66, svensk friherre, lagman och landshövding i Västmanlands län
- 1759 – Georg Friedrich Händel, 74, tysk-brittisk tonsättare
- 1768 – François de Cuvilliés, 72, fransk-tysk rokokoarkitekt
- 1820 – Levi Lincoln, 70, amerikansk demokratisk-republikansk politiker, USA:s justitieminister 1801–1804
- 1859 – George M. Bibb, 82, amerikansk politiker, USA:s finansminister 1844–1845
- 1894 – Zebulon B. Vance, 63, amerikansk militär och demokratisk politiker, guvernör i North Carolina 1862–1865 och 1877–1879, senator för samma delstat sedan 1879
- 1905 – Otto Wilhelm von Struve, 85, rysk astronom
- 1911 – Daniel Paul Schreber, 68, tysk jurist
- 1913 – Carl Hagenbeck, 68, tysk djurhandlare och -tränare samt djurparksdirektör
- 1917 – Ludwig Zamenhof, 57, polsk ögonläkare och språkforskare, upphovsman till språket esperanto
- 1918 – William J. Stone, 69, amerikansk demokratisk politiker, guvernör i Missouri 1893–1897, senator för samma delstat sedan 1903 fram till sin död
- 1919 – Halvord Lydell, 51, svensk privatlärare
- 1925 – John Singer Sargent, 69, amerikansk porträtt- och landskapsmålare
- 1930 – Vladimir Majakovskij, 36, rysk författare och bildkonstnär
- 1935 – Emmy Noether, 53, tysk matematiker
- 1938 – Gillis Grafström, 44, svensk konståkare, bragdmedaljör
- 1972 – Erling Eidem, 91, svensk teolog och kyrkoman, ärkebiskop i Uppsala stift 1931–1950
- 1975 – Fredric March, 77, amerikansk skådespelare
- 1977 – John Gerald Milton, 96, amerikansk demokratisk politiker och advokat, senator för New Jersey 1938
- 1978 – F.R. Leavis, 82, brittisk litteraturkritiker och författare
- 1984 – Marianne Aminoff, 67, svensk skådespelare
- 1998 – Maurice Stans, 89, amerikansk republikansk politiker och tjänsteman, USA:s handelsminister 1969–1972
- 1999 – Anthony Newley, 67, brittisk skådespelare, sångare och kompositör
- 2005 – Lothar Lindtner, 87, norsk skådespelare och sångare
- 2007 – René Rémond, 88, fransk statsvetare och historiker, ledamot av Franska Akademien sedan 1998
- 2008
  - Ollie Johnston, 95, amerikansk animatör
  - Gösta Folke, 94, svensk regissör, skådespelare och teaterchef
- 2009
  - Maurice Druon, 90, fransk författare
  - Gerda Gilboe, 94, dansk skådespelare
- 2010
  - Peter Steele, 48, amerikansk musiker
  - Dan Isacson, 77, svensk akademisk ledare
- 2011
  - Walter Breuning, 114, amerikansk järnvägsarbetare, världens äldste levande man sedan 2009
  - William Lipscomb, 91, amerikansk kemist, mottagare av Nobelpriset i kemi 1976
- 2012 – Piermario Morosini, 25, italiensk fotbollsspelare
- 2013
  - Charlie Wilson, 70, amerikansk demokratisk politiker
  - Colin Davis, 85, brittisk dirigent
- 2015 – Percy Sledge, 74, amerikansk sångare
- 2019 – Bibi Andersson, 83, svensk skådespelare
- 2020 – Kerstin Meyer, 92, svensk operasångare, hovsångare och professor
- 2021 – Inga Sarri, 86, svensk skådespelare